# GTS-21
GTS-21 (DMXBA або DMBX-анабазеїн) — препарат, здатний потенційно покращувати пам'ять і когнітивні функції. Було вивчено його потенційне терапевтичне застосування, зокрема в лікуванні нейродегенеративних захворювань і психічних розладів. Він є похідним природного продукту анабазеїну, який діє як частковий агоніст нейронних нікотинових ацетилхолінових рецепторів. Він зв'язується як з підтипами α4β2, так і з α7 нікотинових рецепторів, але значною мірою активує лише α7. Показано, що активація нікотинових рецепторів α7 має нейропротекторний ефект і покращує когнітивні функції, що робить GTS-21 привабливою мішенню для розробки ліків.
Як сам GTS-21, так і його деметильований активний метаболіт 4-OH-GTS-21 демонструють ноотропну та нейропротекторну дію,, а GTS-21 досліджується для лікування хвороби Альцгеймера, нікотинової залежності, і, що особливо важливо, для шизофренії.

## Дослідження тварин
Кілька досліджень досліджували вплив GTS-21 на різних тваринних моделях нейродегенеративних захворювань, включаючи хворобу Альцгеймера, хворобу Паркінсона та розсіяний склероз. У цих дослідженнях було показано, що GTS-21 має протизапальну та нейропротекторну дію, а також покращує когнітивні функції.
Нещодавнє дослідження вивчало холінергічний протизапальний шлях при ревматоїдному артриті. Дослідники використовували агоніст нікотинового ацетилхолінового рецептора α7 GTS-21 для вивчення його ролі в зменшенні синовіального запалення на мишачій моделі артриту, індукованого колагеном. GTS-21 зменшив запалення та зменшив інфільтрацію моноцитів у синовіальній оболонці. Це дослідження підкреслює новий механізм, за допомогою якого холінергічна передача сигналів може пом'якшити синовіальне запалення при ревматоїдному артриті.

## Клінічні дослідження
Перша фаза клінічних дослідження з використанням DXMBA як потенційного лікування шизофренії була завершена в січні 2005 року. Це клінічне дослідження було передчасно припинено під час II фази. Кілька інших досліджень, які зосереджувалися на низці захворювань, включаючи хворобу Альцгеймера, шизофренію, аутизм, СДУГ та вживання нікотину, були або припинені, або скасовані.
Інше дослідження GTS-21 на здорових добровольцях показало, що препарат покращує увагу та пам'ять.

## Історія
Лабораторна назва «GTS-21» означає, що це 21-ша хімічна сполука, створена вченими з Гейнсвілла (Gainesville, Університет Флориди в Гейнсвіллі) і Токусіми (Tokushima, «Taiho Pharmaceutical»), S означає «Scientists», учені. DMXBA означає 3-2,4-dimethoxy benzylidene anabaseine.